# Calliandra coccinea
Calliandra coccinea es una especie americana perteneciente a la subfamilia de las Mimosóideas dentro de las leguminosas (Fabaceae).

## Distribución
Es originaria de Brasil donde se encuentra en la Caatinga, distribuida por  Bahia.

## Taxonomía
Calliandra coccinea fue descrita por  Stephen Andrew Renvoize  y publicado en Kew Bulletin 36(1): 69, f. 5A. 1981.
Etimología
Calliandra: nombre genérico derivado del griego kalli = "hermoso" y andros = "masculino", refiriéndose a sus estambres bellamente coloreados.
coccinea: epíteto de las palabras griegas: κοκκοϛ, coccos = "baya de roble utilizada como colorante rojo" y el sufijo -ινηοϛ , ineus = "composición, color" que hace referencia al color rojo escarlata de las flores.